# David Ross (gymnastique)
Pour les articles homonymes, voir Ross.
David Ross (né le 30 avril 1950) est un entraîneur de trampoline canadien et fabricant de trampolines et d'accessoires de trampoline. Il est probablement la personne la plus impliquée dans le développement des trampolinistes canadiens et de leur présence compétitive sur la scène internationale.
C’est pendant ses études en physique à l'Université Queen's, au Canada, que David Ross découvre d’abord le trampoline de compétition. En 1972, il termine 2e lors de son premier championnat national canadien de trampoline. Rapidement, il s'intéresse aussi à la production de trampolines de haute performance et consacre des années à effectuer des recherches sur la conception et la fabrication de toiles de trampoline tissées. En affaire depuis 1980, il constitue sa propre entreprise, Rebound Products Inc, en 1993. Ses toiles sont dorénavant utilisées dans de nombreuses compétitions à travers le monde. Il a également produit des trampolines personnalisés et d'autres équipements rebondissants pour le Cirque du Soleil et des spectacles similaires. 
En 1990, il inaugure le Skyriders Trampoline Place, première installation de trampoline au Canada à avoir été construite sur mesure. Situé à Richmond Hill, au nord de Toronto en Ontario, le centre est le lieu d'entraînement de nombreux athlètes de l'équipe nationale canadienne.
Entraîneur de l'équipe nationale canadienne depuis plusieurs années, Ross se concentre sur l'augmentation de la difficulté technique de la routine libre de ses athlètes. Quatre des cinq trampolinistes olympiques canadiens ont été ses athlètes à Skyriders, soit Karen Cockburn, Mathieu Turgeon,Rosannagh MacLennan et Jason Burnett. Trois d'entre eux (Burnett, Cockburn et MacLennan) détiennent les records mondiaux de la FIG pour la difficulté la plus élevée dans les épreuves de trampoline synchronisées chez les hommes et chez les femmes.